# فيرميليون
فيرميليون (أوهايو) (بالإنجليزية: Vermilion, Ohio)‏ هي مدينة تقع في الولايات المتحدة في أوهايو. يقدر عدد سكانها بـ 10,927 نسمة ومساحتها 28.1 كم2 وترتفع عن سطح البحر 181 متر.

## التركيبة السكانية
قام مكتب تعداد الولايات المتحدة بتحديد بيانات التركيبة السكانية لفيرميليونفي تعداد الولايات المتحدة. في ما يلي، التركيبة السكانية حسب تعدادي 2000 و2010.

### تعداد عام 2000
بلغ عدد سكان فيرميليون 10,927 نسمة بحسب تعداد عام 2000، وبلغ عدد الأسر 4,254 أسرة وعدد العائلات 3,113 عائلة مقيمة في المدينة. في حين سجلت الكثافة السكانية 1,012.6 نسمة لكل ميل مربع (391.0/كم2). وبلغ عدد الوحدات السكنية 4,713 وحدة بمتوسط كثافة قدره 436.7 نسمة لكل ميل مربع (168.6/كم2).
وتوزع التركيب العرقي للمدينة بنسبة 1.6% من عرقين مختلطين أو أكثر.
بلغ عدد الأسر 4,254 أسرة كانت نسبة 32.4% منها لديها أطفال تحت سن الثامنة عشر تعيش معهم، وبلغت نسبة الأزواج القاطنين مع بعضهم البعض 59.8% من أصل المجموع الكلي للأسر، ونسبة 9.8% من الأسر كان لديها معيلات من الإناث دون وجود شريك، وكانت نسبة 26.8% من غير العائلات. تألفت نسبة 22.4% من أصل جميع الأسر من أفراد ونسبة 8.4% كانوا يعيش معهم شخص وحيد يبلغ من العمر 65 عاماً فما فوق. وبلغ متوسط حجم الأسرة المعيشية 2.97، أما متوسط حجم العائلات فبلغ 2.54.
بلغ العمر الوسطي للسكان 39 عاماً. وكانت نسبة 25.3% من القاطنين تحت سن الثامنة عشر، وكانت نسبة 6.9% بين الثامنة عشر والأربعة وعشرون عاماً، ونسبة 27.5% كانت واقعةً في الفئة العمرية ما بين الخامسة والعشرون حتى والأربعة وأربعون عاماً، ونسبة 27.6% كانت ما بين الخامسة والأربعون حتى الرابعة والستون، ونسبة 12.6% كانت ضمن فئة الخامسة والستون عاماً فما فوق. يوجد لكل 100 أنثى 93.8 ذكر، ويوجد لكل 100 أنثى في الثامنة عشر من عمرها فما فوق 91.3 ذكر.
بلغ متوسط دخل الأسرة في المدينة 29,926 دولار، أما متوسط دخل العائلة فبلغ 57,311 دولار. وكان متوسط دخل الذكور 41,269 دولار مقابل 25,195 دولار للإناث. وسجل دخل الفرد الخاص بالمدينة 23,635 دولار. وكانت نسبة 4.1% من العائلات ونسبة 5.4% من السكان تحت خط الفقر، وكان من هؤلاء نسبة 5.6% تحت سن الثامنة عشر ونسبة 6.8% في الخامسة والستين من العمر وما فوق.

### تعداد عام 2010
بلغ عدد سكان فيرميليون 10,594 نسمة بحسب تعداد عام 2010، وبلغ عدد الأسر 4,183 أسرة وعدد العائلات 3,033 عائلة مقيمة في المدينة. في حين سجلت الكثافة السكانية 993.8 نسمة لكل ميل مربع (383.7/كم2). وبلغ عدد الوحدات السكنية 4,919 وحدة بمتوسط كثافة قدره 461.4 لكل ميل مربع (178.1/كم2).
وتوزع التركيب العرقي للمدينة بنسبة 96.8% من البيض و 0.2% من الأمريكيين الأصليين و 0.3% من الأمريكيين ذوي الأصول الآسيوية و 0.3% من الأمريكيين الأفارقة و 1.8% من عرقين مختلطين أو أكثر.
بلغ عدد الأسر 4,183 أسرة كانت نسبة 30.8% منها لديها أطفال تحت سن الثامنة عشر تعيش معهم، وبلغت نسبة الأزواج القاطنين مع بعضهم البعض 56.5% من أصل المجموع الكلي للأسر، ونسبة 11.3% من الأسر كان لديها معيلات من الإناث دون وجود شريك، بينما كانت نسبة 4.7% من الأسر لديها معيلون من الذكور دون وجود شريكة وكانت نسبة 27.5% من غير العائلات. تألفت نسبة 22.9% من أصل جميع الأسر من أفراد ونسبة 10.1% كانوا يعيش معهم شخص وحيد يبلغ من العمر 65 عاماً فما فوق. وبلغ متوسط حجم الأسرة المعيشية 2.91، أما متوسط حجم العائلات فبلغ 2.50.
بلغ العمر الوسطي للسكان 43.5 عاماً. وكانت نسبة 22.6% من القاطنين تحت سن الثامنة عشر، وكانت نسبة 7.1% بين الثامنة عشر والأربعة وعشرون عاماً، ونسبة 22.6% كانت واقعةً في الفئة العمرية ما بين الخامسة والعشرون حتى والأربعة وأربعون عاماً، ونسبة 31% كانت ما بين الخامسة والأربعون حتى الرابعة والستون، ونسبة 16.8% كانت ضمن فئة الخامسة والستون عاماً فما فوق. وتوزع التركيب الجنسي للسكان بنسبة 48.6% ذكور و51.4% إناث.